# Sibylle Pfeiffer

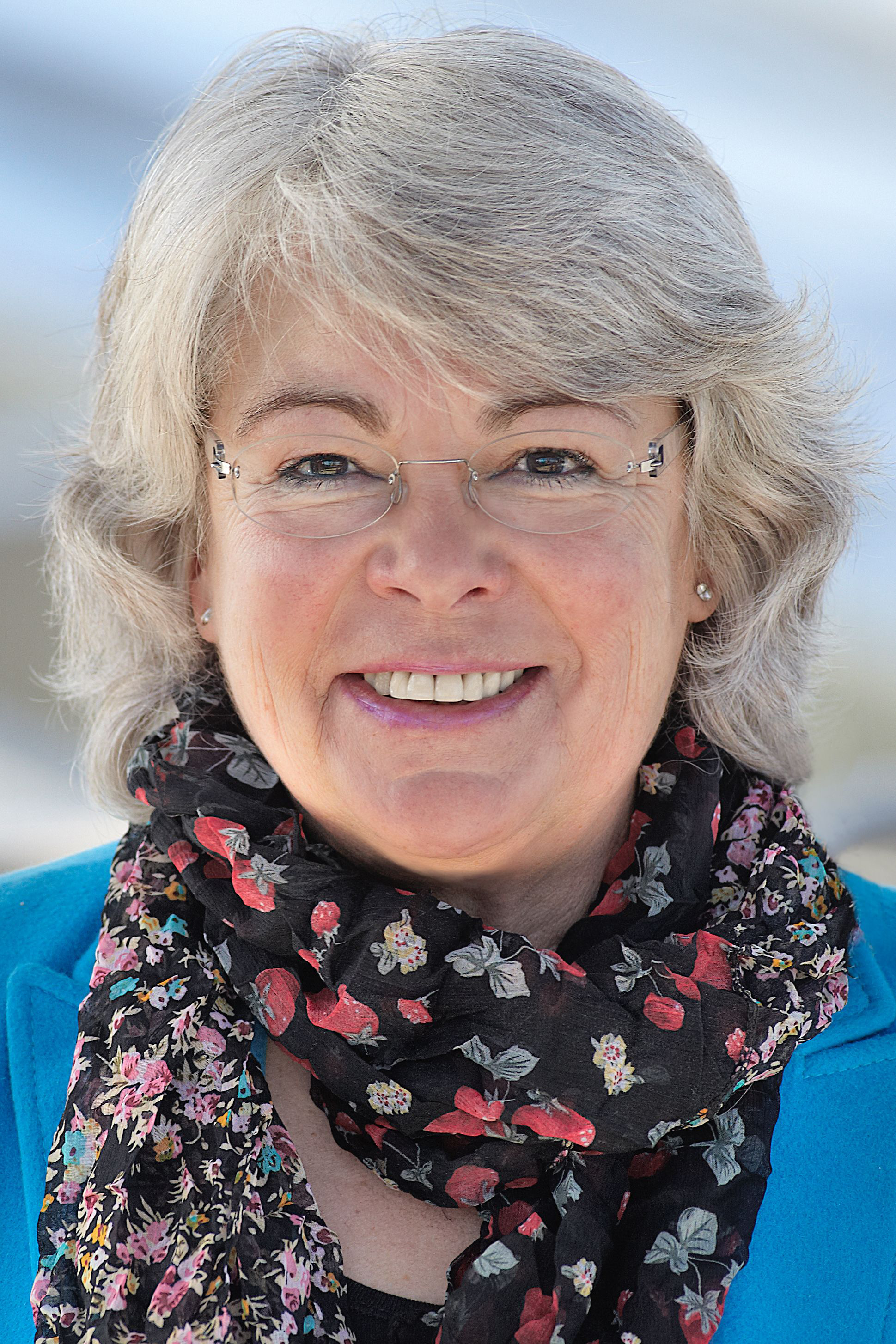
Sibylle Pfeiffer (2013)

Sibylle Pfeiffer geb. Sibylle Schmidt (* 16. Oktober 1951 in Wetzlar) ist eine deutsche Politikerin (CDU). Von 2002 bis 2017 war sie Mitglied des Deutschen Bundestages.

## Leben und Beruf

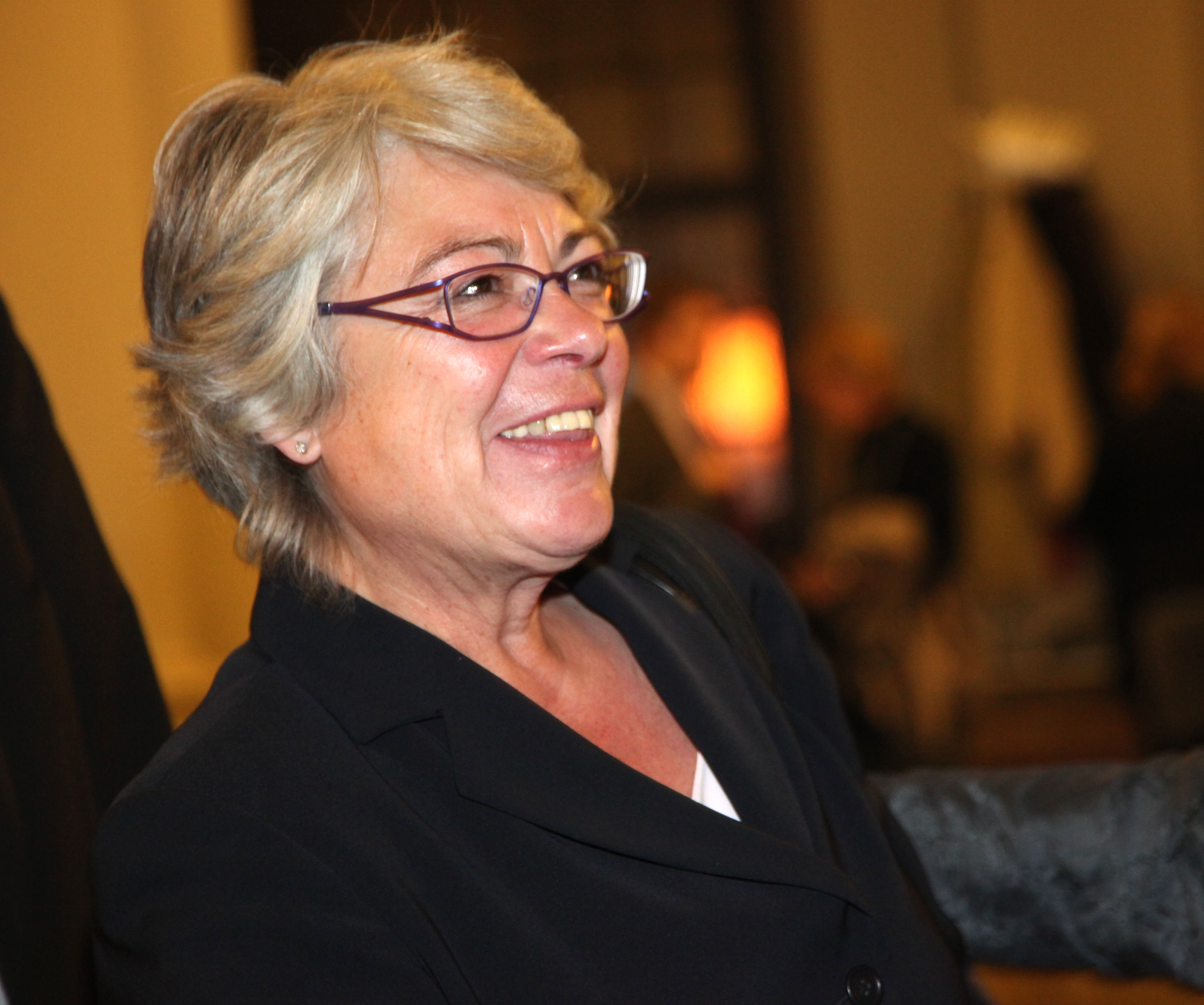
Sibylle Pfeiffer 2011 bei der Verleihung des Medienpreises "Goldener Kompass"

Nach dem Abitur 1970 absolvierte Sibylle Pfeiffer eine Ausbildung zur Bankkauffrau bei der Commerzbank. Von 1985 bis 2001 war sie geschäftsführende Gesellschafterin eines mittelständischen Familienunternehmens. 
Sibylle Pfeiffer ist geschieden und hat zwei Kinder.

## Partei
Sibylle Pfeiffer trat 1992 in die CDU ein und ist Vorsitzende des Kreisverbandes Lahn-Dill der Frauen-Union. Außerdem gehört sie dem Vorstand des CDU-Kreisverbandes Lahn-Dill an.

## Abgeordnete
Von 2002 bis 2017 war sie Mitglied des Deutschen Bundestages und war hier von November 2005 bis Oktober 2009 stellvertretende Vorsitzende des Ausschusses für wirtschaftliche Zusammenarbeit und Entwicklung. Seit März 2011 war sie Vorsitzende der Arbeitsgruppe Wirtschaftliche Zusammenarbeit und Entwicklung der CDU/CSU-Bundestagsfraktion und Mitglied im Fraktionsvorstand.
Sibylle Pfeiffer ist 2002 und 2005 über die Landesliste Hessen in den Bundestag eingezogen.
Bei den Bundestagswahlen 2009 bzw. 2013 schaffte sie mit 41,6 % bzw. 48,1 % den direkten Einzug in den Bundestag. Bei der Bundestagswahl 2017 verzichtete sie auf eine erneute Kandidatur.